# Landschaftsschutzgebiet Taller Bach
Das Landschaftsschutzgebiet Taller Bach mit etwa 15 ha Flächengröße liegt östlich und südöstlich von Kirchheide im Stadtgebiet von Lemgo. Es wurde 2009 mit dem Landschaftsplan Lemgo durch den Kreistag des Kreises Lippe als Landschaftsschutzgebiet (LSG) ausgewiesen. Das LSG besteht aus zwei Teilflächen. 

## Beschreibung
Das LSG umfasst den naturnahen Taller Bach, ein Zulauf der Ilse, von der Stadtgrenze zu Kalletal bis zur Mündung in die Ilse. Im Norden des Schutzgebietes gehört eine südexponierte Streuobstwiese und die sie umgebenden Hecken zum Gebiet. In der nördlichen Teilfläche verläuft der Bach naturnah und zum Teil mäandrierend überwiegend durch Grünland. Der Bach wird teilweise durch Gehölze gesäumt. Parallel zum Bachlauf erstreckt sich eine Hangkante, auf 
der einzelne Vogelkirschen und ein Holunder-Schlehengebüsch stehen. Im südlichen Teil der nördlichen Teilfläche verläuft der Taller Bach größtenteils gehölzfrei durch landwirtschaftlich intensiv genutzte Flächen. Am Taller Bach stehen hier einige Kopfweiden. Auch ein vornehmlich aus Hainbuchen bestehender ausgeprägter Gehölzstreifen gehört zum LSG. Die Ortslage von Matorf teilt das LSG in zwei Teilflächen. Bis zur Mündung verläuft die südliche Teilfläche von Gehölzen gesäumt durch Ackerflächen.

## Schutzzwecke für das LSG
Laut Landschaftsplan erfolgte die Ausweisung des LSG
- „zur Erhaltung und Wiederherstellung der Leistungsfähigkeit des Naturhaushaltes in ökologisch besonders wertvoll strukturierten Bereichen mit Wasser-, Klima- und Biotopschutzfunktionen,“
- „zur Erhaltung und Wiederherstellung von Quellbereichen und naturnahen Fließgewässern, Wald- und Grünlandbereichen unterschiedlicher Feuchtestufen, Feldgehölzen, Hecken und Obstwiesen,“
- „zur Erhaltung morphologisch ausgeprägter Bereiche zur Sicherung der landschaftlichen Eigenart und Vielfalt für die Erholung,“
- „zur Erhaltung wertvoller Biotopkomplexe aus Wald-Grünlandbereichen, Fließgewässern und Quellen sowie Biotopen nach § 62 LG mit wichtigen Refugial-, Puffer-, Trittstein- und Vernetzungsfunktionen,“
- „zur Erhaltung und Wiederherstellung wichtiger Rückzugsräume für die bedrohte Tier- und Pflanzenwelt,“
- „zur Sicherung der das Orts- und Landschaftsbild gliedernden und belebenden und die dörflichen Siedlungsstrukturen prägenden Freiraumelemente.“[1]

## Rechtliche Vorschriften
Im Landschaftsschutzgebiet ist unter anderem das Errichten von Bauten und Fischteichen verboten. Grün- und Brachland darf nicht in eine andere Nutzungsart umgewandelt oder umgebrochen werden.